# محمد أمين عثمان
محمد أمين عثمان هو سياسي صومالي، ولد في 24 ديسمبر 1923.